# 푸칭 원자력 발전소
푸칭 원자력 발전소(중국어 간체자: 福清核电站, 정체자: 福清核電站, 병음: Fúqīng Hédiànzhàn)는 중화인민공화국 푸젠성 푸칭시에 있는 원자력 발전소이다.
발전소는 싼산진 첸쉐촌 근처의 싱화만 해안에 위치해 있다.
이 발전소는 4개의 1,089 메가와트(MW) CPR-1000 가압수형 원자로(PWR)를 가지고 있다.
CPR-1000은 다야만 원자력 발전소에 설치된 아레바 설계 PWR을 중국이 개발한 개량형 PWR 설계이다.
이 발전소는 중국핵공업집단공사(51%), 중국 화뎬 공사(39%), 푸젠 투자 개발 유한회사(10%)가 공동 건설하고 운영한다.
1호기 건설은 2008년 11월 21일에 시작되어 2014년에 완공되었다.
2호기의 첫 콘크리트 타설은 2009년 6월 17일에 이루어졌으며 2015년 10월에 가동을 시작했다.
3호기의 첫 콘크리트 타설은 2010년 12월 31일에 이루어졌다.
4호기 건설은 2011년에 시작될 예정이었으나, 후쿠시마 원자력 발전소 사고 이후 중국의 원자력 안전 검토로 인해 2012년 11월까지 지연되었다.
2014년 11월에 5호기와 6호기는 화룽원 (개량된 CPR-1000) 설계로 건설될 것이며, 5호기는 2019년경에 가동될 예정이라고 발표되었다.
푸칭 5호기의 첫 콘크리트는 2015년 5월 7일에 타설되었다. 5호기는 2020년 10월에 임계에 도달했으며, 이는 화룽원 원자로 중 최초로 이 이정표를 달성한 것이다. 다음 달에 이 유닛은 전력망에 연결되었다. 2021년 1월 30일에 상업 운전을 시작했다.
6호기는 2021년 12월에 임계에 도달했고, 2022년 1월에 전력망에 연결되었으며, 2022년 3월 25일에 상업 운전을 시작했다.

## 원자로 데이터
푸칭 원자력 발전소는 6개의 가동 원자로로 구성된다.
| 호기       | 유형 / 모델    | 순 전력 | 총 전력 | 열 출력 | 건설 시작  | 첫 임계    | 전력망 연결 | 상업 운전  | 비고                 |
| ---------- | -------------- | ------- | ------- | ------- | ---------- | ---------- | ----------- | ---------- | -------------------- |
| 1단계      |                |         |         |         |            |            |             |            |                      |
| 푸칭 1호기 | PWR / CPR-1000 | 1000MW  | 1089MW  | 2905MW  | 2008-11-21 | 2014-07-24 | 2014-08-20  | 2014-11-22 | [ 3 ] [ 12 ]         |
| 푸칭 2호기 | PWR / CNP-1000 | 1000MW  | 1089MW  | 2905MW  | 2009-6-18  | 2015-07-22 | 2015-08-06  | 2015-10-16 | [ 4 ] [ 13 ]         |
| 2단계      |                |         |         |         |            |            |             |            |                      |
| 푸칭 3호기 | PWR / CNP-1000 | 1000MW  | 1089MW  | 2905MW  | 2010-12-31 | 2016-07-03 | 2016-09-07  | 2016-10-24 | [ 14 ] [ 15 ] [ 16 ] |
| 푸칭 4호기 | PWR / CNP-1000 | 1000MW  | 1089MW  | 2905MW  | 2012-11-17 | 2017-07-16 | 2017-07-29  | 2017-09-17 | [ 2 ] [ 17 ]         |
| 푸칭 5호기 | PWR / HPR-1000 | 1060MW  | 1150MW  | 3060MW  | 2015-05-07 | 2020-10-21 | 2020-11-27  | 2021-01-30 | [ 6 ] [ 18 ]         |
| 푸칭 6호기 | PWR / HPR-1000 | 1060MW  | 1150MW  | 3060MW  | 2015-12-22 | 2021-12-13 | 2022-01-01  | 2022-03-25 | [ 19 ] [ 20 ]        |

## 같이 보기
- 중화인민공화국의 원자력 발전
- 원자로 목록 § 중화인민공화국